# Адріан Гуля
Адріан Гуля (словац. Adrián Guľa, нар. 29 червня 1975, Новаки) — словацький футболіст, що грав на позиції півзахисника за низку словацьких і чеських команд. По завершенні ігрової кар'єри — тренер. З 2021 року очолює тренерський штаб польської «Вісли» (Краків).

## Ігрова кар'єра
У дорослому футболі дебютував 1998 року виступами за команду НКГЗ з рідних Новаків, в якій провів два сезони, після чого перейшов до «Баніка» (Пр'євідза).
Згодом з 2000 по 2003 рік грав у Чехії за «Опаву» та «Яблонець», після чого повернувся на батьківщину, де протягом 2003–2006 років захищав кольори «Матадора» (Пухов).
Сзезон 2006/07 знову провів у Чехії, цього разу у «Вікторії» (Жижков), після чого став гравцем «Інтера» (Братислава), а завершив ігрову кар'єру 2009 року виступами за «Банік» (Пр'євідза).

## Кар'єра тренера
Розпочав тренерську кар'єру відразу ж по завершенні кар'єри гравця, 2009 року, очоливши тренерський штаб клубу «Тренчин».
2013 року став головним тренером команди «Жиліна», тренував команду з Жиліни п'ять років. У сезоні 2016/17 приводив команду до перемоги у першості Словаччини.
Протягом 2019–2021 років очолював команду чеської «Вікторії» (Пльзень), після чого прийняв пропозицію очолити польську «Віслу» (Краків).

## Титули і досягнення

### Як тренера
- Чемпіон Словаччини (1):

«Жиліна»: 2016-2017